# Mexikos Grand Prix 1969
Mexikos Grand Prix 1969 var det sista av elva lopp ingående i formel 1-VM 1969.  

## Resultat
1. Denny Hulme, McLaren-Ford, 9 poäng
2. Jacky Ickx, Brabham-Ford, 6
3. Jack Brabham, Brabham-Ford, 4
4. Jackie Stewart, Tyrrell (Matra-Ford), 3
5. Jean-Pierre Beltoise, Tyrrell (Matra-Ford), 2
6. Jackie Oliver, BRM, 1
7. Pedro Rodríguez, Ferrari
8. Johnny Servoz-Gavin, Tyrrell (Matra-Ford)
9. Pete Lovely, Pete Lovely Volkswagen (Lotus-Ford)
10. Piers Courage, Williams (Brabham-Ford)
11. Silvio Moser, Bellasi (Brabham-Ford) (varv 60, bränsleläcka)

### Förare som bröt loppet
- John Surtees, BRM (varv 53, växellåda)
- Jochen Rindt, Lotus-Ford (21, upphängning)
- George Eaton, BRM (6, växellåda)
- Jo Siffert, R R C Walker (Lotus-Ford) (4, olycka)
- John Miles, Lotus-Ford (3, bränslepump)
- Bruce McLaren, McLaren-Ford (0, insprutning)

## VM-slutställning
| Förarmästerskapet 1. Jackie Stewart, Tyrrell (Matra-Ford), 63 2. Jacky Ickx, Brabham-Ford, 37 3. Bruce McLaren, McLaren-Ford, 26 | Konstruktörsmästerskapet 1. Matra-Ford, 66 2. Brabham-Ford, 49 3. Lotus-Ford, 47 |